# Fraction volumique
Dans un mélange, la fraction volumique Vi est définie par l’IUPAC comme étant le volume du composant i divisé par la somme des volumes de tous les composants utilisés pour fabriquer ce mélange {\displaystyle {\sum _{j=1}^{l}v_{j}}}.
En multipliant la fraction volumique par 100, on obtient le pourcentage volumique.
La fraction volumique est appelée concentration volumique dans le cas des solutions idéales où la somme des volumes des constituants est égale au volume total du mélange.
Ces grandeurs (fraction et pourcentage) sont adimensionnelles (sans unité ou % vol).

## Cas des fluides

### Cas des solutions idéales et des gaz parfaits
Les volumes sont additifs pour les solutions idéales et les gaz parfaits. La fraction volumique est alors :
{\displaystyle V_{i}} = {\displaystyle {\frac {v_{i}}{\sum _{j=1}^{l}v_{j}}}} = {\displaystyle {\frac {v_{i}}{v_{t}}}}
avec {\displaystyle {v_{t}}} : volume total de la solution ou du gaz. Les valeurs numériques en pourcentages sont généralement, pour lever toute ambiguïté, accompagnées de la mention « % vol » (unité adimensionnelle).

### Cas des solutions non idéales
Les fractions volumiques ne sont pas toujours faciles à utiliser parce que toutes les solutions liquides ne sont pas idéales. Dans ce cas, le volume d’un mélange est inférieur à la somme des volumes des composants utilisés pour le préparer. La fraction volumique est alors :
{\displaystyle V_{i}} = {\displaystyle {\frac {v_{i}}{\sum _{j=1}^{l}v_{j}}}} ≠ {\displaystyle {\frac {v_{i}}{v_{t}}}}
Prenons l'exemple d'un mélange de deux liquides miscibles en toutes proportions : l'éthanol et l’eau. Avec 40 ml d’éthanol et pour préparer 100 ml d’une solution éthanol – eau, on doit utiliser environ 67,125 ml d’eau. Le volume total est de 100 ml mais la somme des volumes des deux composants est de 107,125 ml. Selon la définition de l’IUPAC, la fraction volumique de l’éthanol dans la solution est de 0,37 alors qu’elle est de 0,40 si la formule des solutions idéales est utilisée. Dans les cas non-idéaux, il est parfois préférable d'utiliser des fractions massiques.

## Cas des solides

### Cas des matériaux composites
La fraction volumique des renforts au sein d'un matériau composite est :
{\displaystyle V_{f}} = {\displaystyle {\frac {v_{f}}{\sum _{j=1}^{l}v_{j}}}} = {\displaystyle {\frac {v_{f}}{v_{t}}}}
avec {\displaystyle {v_{f}}} : volume des fibres et {\displaystyle {v_{t}}} : volume total du composite
L’ordre de grandeur usuel est entre 0,3 et 0,65.
Attention: il ne faut pas oublier de prendre en compte la porosité du matériau si l'on travaille en volumique. 
On a alors l'équation {\displaystyle {V_{m}}} + {\displaystyle {V_{f}}} + {\displaystyle {V_{c}}} = 1 où {\displaystyle {V_{m}}} et {\displaystyle {V_{c}}} sont respectivement les fractions volumiques de la matrice et des cavités (porosité).
Pour cette raison, il est souvent plus simple de travailler en fraction massique lorsque l'on étudie des composites, où la relation {\displaystyle w_{f}} + {\displaystyle w_{m}} = 1 est applicable ({\displaystyle w_{c}} = 0).